# Helmuth Rudolph
Helmuth Rudolph, de son vrai nom Helmuth August Wilhelm Rudolf Arthur Heyn (né le 16 octobre 1900 à Bünde-Ennigloh, mort le 16 mars 1971 à Munich) est un acteur allemand.

## Biographie
Fils d'un cheminot, il commence sa carrière à vingt ans à Brême. D'autres engagements le conduisent, entre autres, à Hanovre, Nuremberg, Leipzig, Dresde, Dantzig et enfin Berlin, d'abord au Renaissance-Theater.
Après un premier film en 1928, il fait une carrière au cinéma de 1934 à 1936 dans des rôles de figuration, tout en jouant à Hambourg, au théâtre Thalia. Au début des années 1950, Rudolph joue à Berlin, au Renaissance et au Theater am Kurfürstendamm. Dans la seconde moitié des années 1950, il s'installe à Munich et joue dans des théâtres de la ville et bavarois.
Helmuth Rudolph joue à la télévision dans les années 1950 et 1960 dans les séries policières Das Kriminalmuseum ou Hafenpolizei.
Helmuth Rudolph fait un premier mariage avec l'actrice Inge Meysel.
Il aide la fille d'un père juif à survivre durant le Troisième Reich sans préjudice.

## Filmographie
- 1928 : Das deutsche Lied
- 1934 : Der letzte Walzer
- 1935 : Königstiger
- 1935 : Die letzte Fahrt der Santa Margareta
- 1936 : Ein kleiner goldener Ring
- 1936 : Dahinten in der Heide
- 1948 : L'Affaire Blum
- 1948 : Träum nicht Annette
- 1948 : Blockierte Signale
- 1948 : Liebe 47
- 1948 : Die Andere
- 1949 : Amico
- 1949 : Verführte Hände
- 1949 : Der Bagnosträfling
- 1949 : Die wunderschöne Galathee
- 1950 : Der Mann, der zweimal leben wollte
- 1950 : Sensation im Savoy
- 1950 : Die Nacht ohne Sünde
- 1950 : Glück aus Ohio
- 1951 : Eva im Frack
- 1951 : L'Homme perdu
- 1951 : Engel im Abendkleid
- 1951 : Die Dubarry
- 1951 : Die Csardasfürstin
- 1952 : Alle kann ich nicht heiraten
- 1952 : Der Kampf der Tertia d'Erik Ode
- 1953 : Dein Mund verspricht mir Liebe
- 1954 : Sans toi je n'ai plus rien
- 1954 : Fräulein vom Amt
- 1954 : Columbus entdeckt Krähwinkel
- 1955 : Charleys Tante
- 1955 : Le Diable en personne
- 1955 : Rendez-moi justice
- 1956 : Mein Vater, der Schauspieler
- 1956 : Anastasia, la dernière fille du tsar
- 1956 : Das tapfere Schneiderlein
- 1957 : Schön ist die Welt
- 1958 : Wir Wunderkinder
- 1959 : Der Andere (TV)
- 1962 : Die Feuertreppe (TV)
- 1963 : Das Kriminalmuseum – Die Fotokopie
- 1963 : Hafenpolizei – Der blaue Brief
- 1965 : Das Kriminalmuseum – Die Mütze
- 1966 : Der Mörderclub von Brooklyn

## Source de la traduction
- (de) Cet article est partiellement ou en totalité issu de l’article de Wikipédia en allemand intitulé « Helmuth Rudolph » (voir la liste des auteurs).